# ランド・ブロウダー図表
ランド・ブロウダー図表（-ずひょう）は、熱傷面積の計測において、影響を受けた全身の表面積を推定するのに使用される図表方式。ボストン市立病院の一般外科医であるチャールズ・ルンド博士とニュートン・ブロウダー博士によって、1942年にボストンで発生したココナッツ・グローヴ火災で負傷した300人以上の火傷患者を治療した経験に基づいて作成された。
ランド・ブロウダー図表は以前の図表方式と異なり、患者の年齢を考慮しており、子供が年をとるにつれて頭と体表面積の割合を減少し、脚と体表面積の割合を増加する等の調整が出来るため、小児の熱傷面積の計測にも適う。 